# 크룰 차원
가환대수학과 대수기하학에서 크룰 차원(Krull次元, 영어: Krull dimension)은 가환환에 대한 차원의 일종이다. 소 아이디얼로 이루어진 진부분집합들의 사슬들의 크기의 상한이다.

## 정의

### 위상 공간의 차원
위상 공간 {\displaystyle X}의 기약 집합(영어: irreducible set)은 기약 공간이며 공집합이 아닌 닫힌집합이다.:3 (이는 아핀 스킴의 경우 소 아이디얼에 대응한다.) {\displaystyle X}의 크룰 차원은 {\displaystyle X}의 기약 집합들의 사슬
{\displaystyle I_{0}\subsetneq I_{1}\subsetneq \cdots I_{n-1}\subsetneq I_{n}}
의 길이들의 상한 {\displaystyle n\in \mathbb {N} \cup \{+\infty ,-\infty \}}이다.:5 만약 기약 집합이 아예 존재하지 않을 경우 (즉, 공간이 공집합인 경우), 크룰 차원은 {\displaystyle -\infty }이다.
보통, 스킴의 차원이란 이 크룰 차원을 말한다. 이 정의에 따라 자명환의 스펙트럼의 크룰 차원은 {\displaystyle -\infty }이다.
위상 공간 {\displaystyle X}의 열린 덮개 {\displaystyle \{U_{i}\}_{i\in I}}가 주어졌을 때, 다음이 성립한다.
{\displaystyle \dim X=\sup _{i\in I}\dim U_{i}}

### 가군의 차원
가환환 {\displaystyle R} 위의 가군 {\displaystyle M}의 크룰 차원은 다음과 같다.:226
{\displaystyle \dim _{R}M=\dim \operatorname {Spec} (R/\operatorname {Ann} _{R}(M))}
여기서 {\displaystyle \operatorname {Ann} _{R}(M)}은 {\displaystyle M}의 소멸자이며, {\displaystyle \operatorname {Spec} }은 환의 스펙트럼이다. 대수기하학적으로, 이는 {\displaystyle M}을 {\displaystyle \operatorname {Spec} R} 위의 가군층으로 여겼을 때, 그 지지 집합의 차원에 해당한다.

### 아이디얼의 높이
가환환 {\displaystyle R}의 소 아이디얼 {\displaystyle {\mathfrak {p}}}의 높이(영어: height) {\displaystyle \operatorname {ht} _{R}{\mathfrak {p}}}는 다음과 같은 소 아이디얼의 사슬의 최대 길이 {\displaystyle n}이다.
{\displaystyle {\mathfrak {p}}_{0}\subsetneq {\mathfrak {p}}_{1}\subsetneq {\mathfrak {p}}_{2}\subsetneq \cdots \subsetneq {\mathfrak {p}}_{n}\subseteq {\mathfrak {p}}}
이는 국소화 {\displaystyle R_{\mathfrak {p}}}의 크룰 차원과 같다.
{\displaystyle \dim R_{\mathfrak {p}}=\operatorname {ht} _{R}{\mathfrak {p}}}
가환환 {\displaystyle R}의 아이디얼 {\displaystyle {\mathfrak {a}}}의 높이(영어: height) {\displaystyle \operatorname {ht} _{R}{\mathfrak {a}}}는 {\displaystyle {\mathfrak {a}}}를 포함하는 소 아이디얼들의 높이의 하한이다.
{\displaystyle \operatorname {ht} _{R}{\mathfrak {a}}=\inf _{{\mathfrak {a}}\subseteq {\mathfrak {p}}\in \operatorname {Spec} R}\operatorname {ht} _{R}{\mathfrak {p}}}
(초른 보조정리에 따라, {\displaystyle {\mathfrak {a}}}를 포함하는 극대 아이디얼이 항상 존재하며, 극대 아이디얼은 소 아이디얼이므로 이는 항상 공집합이 아니다.)
대수기하학적으로, 이는 {\displaystyle \operatorname {Spec} (R/{\mathfrak {a}})\subseteq \operatorname {Spec} R}의 여차원과 같다.
{\displaystyle \operatorname {codim} _{R}(R/{\mathfrak {a}})=\operatorname {ht} _{R}{\mathfrak {a}}}

## 성질

### 가환환의 차원
{\displaystyle R}가 (1을 갖춘) 가환환이라고 하자. 만약 {\displaystyle R}의 소 아이디얼들 {\displaystyle {\mathfrak {p}}_{i}}가 다음과 같은 진부분집합의 사슬
{\displaystyle {\mathfrak {p}}_{0}\subsetneq {\mathfrak {p}}_{1}\subsetneq {\mathfrak {p}}_{2}\subsetneq \cdots \subsetneq {\mathfrak {p}}_{n}}
을 이룰 때, 음이 아닌 정수 {\displaystyle n}을 집합 {\displaystyle H(R)\subset \mathbb {N} }의 원소로 정의하자. 그렇다면 가환환 {\displaystyle R}의 크룰 차원은 {\displaystyle H(R)}의 상한이다.:6 즉,
{\displaystyle \dim R=\sup H(R)\in \mathbb {N} \sqcup \{\infty \}} 자명환의 경우, 크룰 차원은 {\displaystyle -\infty }이다.
그렇다면, 다음 세 개의 차원들이 서로 같다.
- {\displaystyle R}의 환으로서의 크룰 차원
- 스펙트럼 {\displaystyle \operatorname {Spec} R}의 크룰 차원
- {\displaystyle R}를 스스로 위의 가군으로 여겼을 때, {\displaystyle R}의 가군 크룰 차원

가환환 {\displaystyle R}에 대하여, 다음 두 조건이 서로 동치이다.
- 체이다.
- 크룰 차원이 0인 정역이다.

가환환 {\displaystyle R}에 대하여, 다음 두 조건이 서로 동치이다.:227, Corollary 9.1:90, Theorem 8.5
- 아르틴 환이다.
- 크룰 차원이 0인 뇌터 환이다.

일반적인 가환환 {\displaystyle R}에 대하여, 다음이 성립한다.
{\displaystyle \dim R+1\leq \dim R[x]\leq 2\dim R+1}
만약 {\displaystyle R}가 뇌터 환이라면, 다음이 성립한다.:Corollary 10.13
{\displaystyle \dim R[x]=1+\dim R}

### 대수다양체의 차원
대수적으로 닫힌 체 위의 대수다양체의 크룰 차원은 유한하며, 쌍유리 변환 아래 불변량이다.
대수적으로 닫힌 체 {\displaystyle K}에 대한 아핀 대수다양체 {\displaystyle V=\operatorname {Spec} K[x_{1},\dots ,x_{n}]/{\mathfrak {p}}} ({\displaystyle {\mathfrak {p}}}는 소 아이디얼)에 대하여, 다음 조건들이 서로 동치이다.:124–125
- {\displaystyle V}의 크룰 차원이 {\displaystyle d}이다.
- {\displaystyle V}의 임의의 비특이점에서의 뇌터 국소환의 크룰 차원이 {\displaystyle d}이다.
- {\displaystyle V}의 유리 함수체 {\displaystyle \Gamma (V,{\mathcal {K}}_{V})=\operatorname {Frac} (K[x_{1},\dots ,x_{n}/{\mathfrak {p}})}의 {\displaystyle K}에 대한 초월 차수가 {\displaystyle d}이다.
- {\displaystyle K[x_{1},\dots ,x_{n}]/{\mathfrak {p}}}의 힐베르트 다항식이 {\displaystyle d}차 다항식이다.

대수적으로 닫힌 체 {\displaystyle K}에 대한 사영 대수다양체 {\displaystyle V=\operatorname {Proj} K[x_{0},x_{1},\dots ,x_{n}]/{\mathfrak {p}}} ({\displaystyle {\mathfrak {p}}}는 동차 소 아이디얼)에 대하여, 다음 조건들이 서로 동치이다.
- {\displaystyle V}의 크룰 차원이 {\displaystyle d}이다.
- {\displaystyle V}의 임의의 비특이점에서의 국소환의 크룰 차원이 {\displaystyle d}이다.
- {\displaystyle K[x_{0},\dots ,x_{n}]/{\mathfrak {p}}}의 {\displaystyle K}에 대한 초월 차수가 {\displaystyle d+1}이다.

### 뇌터 국소환의 차원
뇌터 국소환 {\displaystyle (R,{\mathfrak {m}})}의 차원은 다음과 같이 세 가지 방법으로 정의할 수 있다.:119 이들은 모두 같으며, 항상 유한하다.
- {\displaystyle R}의 크룰 차원 {\displaystyle \dim R}
- {\displaystyle R}에서, {\displaystyle R/(r_{1},r_{2},\dots ,r_{\delta })}가 자명환이 아닌 아르틴 환이 되는 아이디얼 {\displaystyle (r_{1},\dots ,r_{\delta })}의 생성원들의 최소 크기 {\displaystyle \delta }
- {\displaystyle {\mathfrak {q}}}가 임의의 {\displaystyle {\mathfrak {m}}}-으뜸 아이디얼이라고 하자. 그렇다면 형식적 멱급수{\displaystyle P(t)=\sum _{n=0}^{\infty }\ell ({\mathfrak {q}}^{n}/{\mathfrak {q}}^{n+1}))t^{n}\in \mathbb {Z} [[t]]}를 정의할 수 있다 ({\displaystyle {\mathfrak {q}}^{0}=R}, {\displaystyle \ell }은 가군의 길이). 이는 항상 유리 함수이며, {\displaystyle P(t)\in \mathbb {Z} (t)}의 {\displaystyle t=1}에서의 극점의 차수를 {\displaystyle d}라고 하자. 이 값은 {\displaystyle {\mathfrak {q}}}의 선택에 관계없다.

이렇게 정의하면, 항상
{\displaystyle \dim R=\delta =d<\infty }
이다.

### 정칙 국소환의 차원
정칙 국소환 {\displaystyle (R,{\mathfrak {m}})}의 차원은 다음과 같이 정의할 수 있으며, 이 정의들은 모두 같다.:123, Theorem 11.22
- 뇌터 국소환으로서의 차원 {\displaystyle \dim R} (모든 정칙 국소환은 뇌터 국소환이다.)
- {\displaystyle \dim _{R/{\mathfrak {m}}}({\mathfrak {m}}/{\mathfrak {m}}^{2})}. 여기서 {\displaystyle \dim _{R/{\mathfrak {m}}}}은 체 {\displaystyle R/{\mathfrak {m}}} 위의 벡터 공간의 차원이다.
- {\displaystyle {\mathfrak {m}}}의 최소 생성 집합의 크기
- {\displaystyle \textstyle \bigoplus _{n=0}^{\infty }{\mathfrak {m}}^{n}/{\mathfrak {m}}^{n+1}\cong (R/{\mathfrak {m}})[x_{1},x_{2},\dots ,x_{d}]}일 때, {\displaystyle d}. 여기서 {\displaystyle {\mathfrak {m}}^{0}=R}이다.

## 예

### 가환환의 차원
크룰 차원이 {\displaystyle -\infty }인 유일한 가환환은 자명환이다.
체의 소 아이디얼은 (0)뿐이다. 따라서 모든 체는 크룰 차원이 0이다. 주 아이디얼 정역의 경우, 모든 0이 아닌 소 아이디얼은 극대 아이디얼이다. 따라서 체가 아닌 주 아이디얼 정역의 크룰 차원은 1이다.
{\displaystyle k}가 체라고 하자. 그렇다면 {\displaystyle k[x]}는 주 아이디얼 정역이므로 {\displaystyle \dim k[x]=1}이다. 보다 일반적으로, {\displaystyle \dim k[x_{1},x_{2},\dots ,x_{n}]=n}이다.:6
자연수 {\displaystyle n\in \mathbb {N} }에 대하여, 가환환 {\displaystyle \mathbb {Z} /(n)}의 크룰 차원은 다음과 같다.
{\displaystyle \dim \mathbb {Z} /(n)={\begin{cases}1&n=0\\-\infty &n=1\\0&n\neq 0,1\end{cases}}}

### 위상 공간의 차원
위상 공간의 크룰 차원은 자리스키 위상과는 잘 호환되지만, 하우스도르프 위상과는 호환되지 않는다. 하우스도르프 공간의 경우, 기약 집합은 한원소 집합이며, 따라서 공집합이 아닌 하우스도르프 공간의 차원은 항상 0이다.
시에르핀스키 공간 {\displaystyle X=\{0,1\}}, {\displaystyle {\mathcal {T}}=\{\varnothing ,\{1\},X\}}의 기약 집합은 {\displaystyle \{0\}} 및 {\displaystyle \{0,1\}}이므로, 시에르핀스키 공간의 크룰 차원은 1이다.

### 벡터 공간의 크룰 차원
체 {\displaystyle K} 위의 벡터 공간 {\displaystyle V}의 가군으로서의 크룰 차원은 항상 0이다. 이 경우 {\displaystyle \operatorname {Ann} _{K}(V)=(0)}이며, {\displaystyle \operatorname {Spec} (K/(0))=\operatorname {Spec} K}는 항상 한원소 공간으로서 크룰 차원이 0차원이다. 즉, 가군의 크룰 차원은 벡터 공간의 차원과 관계가 없다.

### 무한 차원의 뇌터 가환환
체 {\displaystyle K}에 대하여, 무한 개의 변수의 다항식환
{\displaystyle R=K[x_{1},x_{2},x_{3},\dots ]}
를 생각하자. 임의의 증가 정수열
{\displaystyle 0=n_{1}<n_{2}<n_{3}<n_{4}<\cdots }
가 주어졌을 때, 소 아이디얼들의 열
{\displaystyle {\mathfrak {p}}_{i}=(x_{n_{i-1}+1},x_{n_{i-1}+2},\dots ,x_{n})\qquad (i=1,2,3,\dots )}
을 생각하자. 그렇다면 {\displaystyle R}를
{\displaystyle S=K[x_{1},x_{2},x_{3},\dots ]\setminus \bigcup _{i=1}^{\infty }{\mathfrak {p}}_{i}}
에 국소화하면, {\displaystyle S^{-1}R}는 뇌터 환이며, 그 크룰 차원은
{\displaystyle \dim S^{-1}R=\sup\{n_{i}-n_{i-1}\colon i\in \mathbb {Z} ^{+}\}}
이다. 만약 {\displaystyle \sup\{n_{i}-n_{i-1}\colon i\in \mathbb {Z} ^{+}\}=\infty }라면, 이는 무한 크룰 차원의 뇌터 환이 된다. 이 예는 나가타 마사요시가 제시하였다.:Appendix, Example E1:229, Exercise 9.6

## 역사
볼프강 크룰이 1928년 크룰 높이 정리를 증명하면서 그 기본 개념을 도입하였다.

## 같이 보기
- 호몰로지 차원
- 기약 공간
- 크룰 높이 정리